# لاکرلی
لاکرلی (به انگلیسی: Lockerley) یک روستا و محله مدنی در بریتانیا است که در Test Valley واقع شده‌است. لاکرلی ۸۲۷ نفر جمعیت دارد.